# Olympische Sommerspiele 2024/Basketball – Mannschaft (Männer)
Das Basketballturnier der Männer bei den Olympischen Spielen 2024 war die 21. Auflage des olympischen Basketballturniers für Männer und wurde vom 27. Juli bis 10. August ausgetragen. Insgesamt nahmen 12 Mannschaften teil. Die Partien der Vorrunde fanden im Stade Pierre-Mauroy in Lille statt, während die anschließende Finalrunde in der Bercy Arena in Paris ausgetragen wurde.
Die Vereinigten Staaten blieben im Turnierverlauf ungeschlagen und gewannen ihre 17. Goldmedaille insgesamt und die fünfte in Folge, nachdem sie Frankreich in einer Neuauflage des vorherigen Finales mit 98:87 besiegt hatten. Die Bronzemedaille gewann Serbien mit einem 93:83-Sieg über Deutschland im Spiel um Bronze.

## Qualifikation
Qualifiziert hatten sich folgende Mannschaften:
| Qualifikationswettbewerb       | Qualifikationswettbewerb       | Datum                           | Gastgeber                    | Plätze | Qualifizierte Teams |
| ------------------------------ | ------------------------------ | ------------------------------- | ---------------------------- | ------ | ------------------- |
| Gastgeber                      | Gastgeber                      | —                               | —                            | 1      | Frankreich          |
| Weltmeisterschaft 2023         | Afrika                         | 25. August – 10. September 2023 | Indonesien Philippinen Japan | 1      | Südsudan            |
| Weltmeisterschaft 2023         | Amerika                        | 25. August – 10. September 2023 | Indonesien Philippinen Japan | 2      | Vereinigte Staaten  |
| Weltmeisterschaft 2023         | Amerika                        | 25. August – 10. September 2023 | Indonesien Philippinen Japan | 2      | Kanada              |
| Weltmeisterschaft 2023         | Asien                          | 25. August – 10. September 2023 | Indonesien Philippinen Japan | 1      | Japan               |
| Weltmeisterschaft 2023         | Europa                         | 25. August – 10. September 2023 | Indonesien Philippinen Japan | 2      | Deutschland         |
| Weltmeisterschaft 2023         | Europa                         | 25. August – 10. September 2023 | Indonesien Philippinen Japan | 2      | Serbien             |
| Weltmeisterschaft 2023         | Ozeanien                       | 25. August – 10. September 2023 | Indonesien Philippinen Japan | 1      | Australien          |
| Olympia-Qualifikationsturniere | Olympia-Qualifikationsturniere | 2. – 7. Juli 2024               | Valencia                     | 1      | Spanien             |
| Olympia-Qualifikationsturniere | Olympia-Qualifikationsturniere | 2. – 7. Juli 2024               | Riga                         | 1      | Brasilien           |
| Olympia-Qualifikationsturniere | Olympia-Qualifikationsturniere | 2. – 7. Juli 2024               | Piräus                       | 1      | Griechenland        |
| Olympia-Qualifikationsturniere | Olympia-Qualifikationsturniere | 2. – 7. Juli 2024               | San Juan                     | 1      | Puerto Rico         |
| Gesamt                         | Gesamt                         | Gesamt                          | Gesamt                       | 12     | 12                  |

## Gruppenphase
Die zwölf qualifizierten Mannschaften wurden in einem Losverfahren gemäß FIBA-Weltrangliste in drei Vierer-Gruppen aufgeteilt. Die Gruppenphase wurde als Rundenturnier ausgetragen. Die zwei bestplatzierten Mannschaften jeder Gruppe sowie die beiden besten Gruppendritten zogen ins Viertelfinale ein.

### Gruppe A
| Platz | Team         | Spiele | Siege | Ndlg. | Körbe   | Diff. | Punkte |
| ----- | ------------ | ------ | ----- | ----- | ------- | ----- | ------ |
| 1.    | Kanada       | 3      | 3     | 0     | 267:247 | +20   | 6      |
| 2.    | Australien   | 3      | 1     | 2     | 246:250 | –4    | 4      |
| 3.    | Griechenland | 3      | 1     | 2     | 233:241 | −8    | 4      |
| 4.    | Spanien      | 3      | 1     | 2     | 249:257 | −8    | 4      |

| 27. Juli 2024 11:00 Uhr |                                                                                   | Australien | 92 – 80                                               | Spanien | Stade Pierre-Mauroy, Lille Zuschauer: 26.991 Schiedsrichter: Gatis Saliņš (LIT), Omar Bermúdez (MEX), Juan José Fernández (ARG) |
| 27. Juli 2024 11:00 Uhr | Punkte pro Viertel: 31:21, 18:21, 20:18, 23:20 Punkte pro Halbzeit: 49:42, 43:38. |            |                                                       |         | Stade Pierre-Mauroy, Lille Zuschauer: 26.991 Schiedsrichter: Gatis Saliņš (LIT), Omar Bermúdez (MEX), Juan José Fernández (ARG) |
| 27. Juli 2024 11:00 Uhr | Punkte: Landale 20 Rebounds: Landale 9 Assists: Giddey 8                          |            | Punkte: Aldama 27 Rebounds: Garuba 7 Assists: Brown 7 |         | Stade Pierre-Mauroy, Lille Zuschauer: 26.991 Schiedsrichter: Gatis Saliņš (LIT), Omar Bermúdez (MEX), Juan José Fernández (ARG) |
| 27. Juli 2024 11:00 Uhr |                                                                                   |            |                                                       |         | Stade Pierre-Mauroy, Lille Zuschauer: 26.991 Schiedsrichter: Gatis Saliņš (LIT), Omar Bermúdez (MEX), Juan José Fernández (ARG) |

| 27. Juli 2024 21:00 Uhr |                                                                                   | Griechenland | 79 – 86                                                             | Kanada | Stade Pierre-Mauroy, Lille Zuschauer: 26.421 Schiedsrichter: Roberto Vázquez (PUR), Johnny Batista (PUR), Wojciech Liszka (POL) |
| 27. Juli 2024 21:00 Uhr | Punkte pro Viertel: 22:26, 16:22, 22:20, 19:18 Punkte pro Halbzeit: 38:48, 41:38. |              |                                                                     |        | Stade Pierre-Mauroy, Lille Zuschauer: 26.421 Schiedsrichter: Roberto Vázquez (PUR), Johnny Batista (PUR), Wojciech Liszka (POL) |
| 27. Juli 2024 21:00 Uhr | Punkte: Antetokounmpo 34 Rebounds: Mitoglou 8 Assists: Calathes 7                 |              | Punkte: Barrett 23 Rebounds: Olynyk 6 Assists: Gilgeous-Alexander 7 |        | Stade Pierre-Mauroy, Lille Zuschauer: 26.421 Schiedsrichter: Roberto Vázquez (PUR), Johnny Batista (PUR), Wojciech Liszka (POL) |
| 27. Juli 2024 21:00 Uhr |                                                                                   |              |                                                                     |        | Stade Pierre-Mauroy, Lille Zuschauer: 26.421 Schiedsrichter: Roberto Vázquez (PUR), Johnny Batista (PUR), Wojciech Liszka (POL) |

| 30. Juli 2024 11:00 Uhr |                                                                                   | Spanien | 84 – 77                                                                 | Griechenland | Stade Pierre-Mauroy, Lille Zuschauer: 26.980 Schiedsrichter: Ademir Zurapovic (BIH), Martins Kozlovskis (LAT), Julio Anaya (PAN) |
| 30. Juli 2024 11:00 Uhr | Punkte pro Viertel: 21:22, 28:13, 13:21, 22:21 Punkte pro Halbzeit: 49:35, 35:42. |         |                                                                         |              | Stade Pierre-Mauroy, Lille Zuschauer: 26.980 Schiedsrichter: Ademir Zurapovic (BIH), Martins Kozlovskis (LAT), Julio Anaya (PAN) |
| 30. Juli 2024 11:00 Uhr | Punkte: Aldama 19 Rebounds: Aldama 12 Assists: Brown 10                           |         | Punkte: Antetokounmpo 27 Rebounds: Antetokounmpo 11 Assists: Calathes 7 |              | Stade Pierre-Mauroy, Lille Zuschauer: 26.980 Schiedsrichter: Ademir Zurapovic (BIH), Martins Kozlovskis (LAT), Julio Anaya (PAN) |
| 30. Juli 2024 11:00 Uhr |                                                                                   |         |                                                                         |              | Stade Pierre-Mauroy, Lille Zuschauer: 26.980 Schiedsrichter: Ademir Zurapovic (BIH), Martins Kozlovskis (LAT), Julio Anaya (PAN) |

| 30. Juli 2024 13:30 Uhr |                                                                                   | Kanada | 93 – 83                                                  | Australien | Stade Pierre-Mauroy, Lille Zuschauer: 26.980 Schiedsrichter: Yohan Rosso (FRA), Johnny Batista (PUR), Takaki Kato (JPN) |
| 30. Juli 2024 13:30 Uhr | Punkte pro Viertel: 26:28, 19:21, 27:21, 21:13 Punkte pro Halbzeit: 45:49, 48:34. |        |                                                          |            | Stade Pierre-Mauroy, Lille Zuschauer: 26.980 Schiedsrichter: Yohan Rosso (FRA), Johnny Batista (PUR), Takaki Kato (JPN) |
| 30. Juli 2024 13:30 Uhr | Punkte: Barrett 24 Rebounds: Powell 9 Assists: Barrett, Murray 5                  |        | Punkte: Giddey 19 Rebounds: Landale 12 Assists: Giddey 6 |            | Stade Pierre-Mauroy, Lille Zuschauer: 26.980 Schiedsrichter: Yohan Rosso (FRA), Johnny Batista (PUR), Takaki Kato (JPN) |
| 30. Juli 2024 13:30 Uhr |                                                                                   |        |                                                          |            | Stade Pierre-Mauroy, Lille Zuschauer: 26.980 Schiedsrichter: Yohan Rosso (FRA), Johnny Batista (PUR), Takaki Kato (JPN) |

| 2. August 2024 13:30 Uhr |                                                                                  | Australien | 71 – 77                                                                                       | Griechenland | Stade Pierre-Mauroy, Lille Zuschauer: 26.850 Schiedsrichter: Roberto Vazquez (PUR), Martins Kozlovskis (LAT), Johnny Batista (PUR) |
| 2. August 2024 13:30 Uhr | Punkte pro Viertel: 24:25, 12:28, 14:9, 21:15 Punkte pro Halbzeit: 36:53, 35:24. |            |                                                                                               |              | Stade Pierre-Mauroy, Lille Zuschauer: 26.850 Schiedsrichter: Roberto Vazquez (PUR), Martins Kozlovskis (LAT), Johnny Batista (PUR) |
| 2. August 2024 13:30 Uhr | Punkte: Landale 17 Rebounds: Giddey 11 Assists: Daniels 8                        |            | Punkte: Antetokounmpo 20 Rebounds: Antetokounmpo, Mitoglou, Papagiannis 7 Assists: Calathes 8 |              | Stade Pierre-Mauroy, Lille Zuschauer: 26.850 Schiedsrichter: Roberto Vazquez (PUR), Martins Kozlovskis (LAT), Johnny Batista (PUR) |
| 2. August 2024 13:30 Uhr |                                                                                  |            |                                                                                               |              | Stade Pierre-Mauroy, Lille Zuschauer: 26.850 Schiedsrichter: Roberto Vazquez (PUR), Martins Kozlovskis (LAT), Johnny Batista (PUR) |

| 2. August 2024 17:15 Uhr |                                                                            | Kanada | 88 – 85                                                          | Spanien | Stade Pierre-Mauroy, Lille Zuschauer: 26.133 Schiedsrichter: Ademir Zurapovic (BIH), Julio Anaya (PAN), Gatis Salins (LAT) |
| 2. August 2024 17:15 Uhr | Punkte pro Viertel: 19:19, 30:19, 15:18, 24:29 Punkte pro Halbzeit: 49:38  |        |                                                                  |         | Stade Pierre-Mauroy, Lille Zuschauer: 26.133 Schiedsrichter: Ademir Zurapovic (BIH), Julio Anaya (PAN), Gatis Salins (LAT) |
| 2. August 2024 17:15 Uhr | Punkte: Gilgeous-Alexander 20 Rebounds: Murray, Brooks 4 Assists: Murray 6 |        | Punkte: Brizuela 17 Rebounds: Aldama 11 Assists: Aldama, Brown 4 |         | Stade Pierre-Mauroy, Lille Zuschauer: 26.133 Schiedsrichter: Ademir Zurapovic (BIH), Julio Anaya (PAN), Gatis Salins (LAT) |
| 2. August 2024 17:15 Uhr |                                                                            |        |                                                                  |         | Stade Pierre-Mauroy, Lille Zuschauer: 26.133 Schiedsrichter: Ademir Zurapovic (BIH), Julio Anaya (PAN), Gatis Salins (LAT) |

### Gruppe B
| Platz | Team        | Spiele | Siege | Ndlg. | Körbe   | Diff. | Punkte |
| ----- | ----------- | ------ | ----- | ----- | ------- | ----- | ------ |
| 1.    | Deutschland | 3      | 3     | 0     | 268:221 | +47   | 6      |
| 2.    | Frankreich  | 3      | 2     | 1     | 243:241 | +2    | 5      |
| 3.    | Brasilien   | 3      | 1     | 2     | 241:248 | −7    | 4      |
| 4.    | Japan       | 3      | 0     | 3     | 251:293 | −42   | 3      |

| 27. Juli 2024 13:30 Uhr |                                                                                   | Deutschland | 97 – 77                                                         | Japan | Stade Pierre-Mauroy, Lille Zuschauer: 26.991 Schiedsrichter: Antonio Conde (ESP), Boris Krejic (SLO), Amy Bonner (USA) |
| 27. Juli 2024 13:30 Uhr | Punkte pro Viertel: 28:21, 24:23, 22:17, 23:16 Punkte pro Halbzeit: 52:44, 45:33. |             |                                                                 |       | Stade Pierre-Mauroy, Lille Zuschauer: 26.991 Schiedsrichter: Antonio Conde (ESP), Boris Krejic (SLO), Amy Bonner (USA) |
| 27. Juli 2024 13:30 Uhr | Punkte: F. Wagner 22 Rebounds: Theis 7 Assists: Schröder 12                       |             | Punkte: Hachimura 20 Rebounds: Hawkinson 11 Assists: Kawamura 7 |       | Stade Pierre-Mauroy, Lille Zuschauer: 26.991 Schiedsrichter: Antonio Conde (ESP), Boris Krejic (SLO), Amy Bonner (USA) |
| 27. Juli 2024 13:30 Uhr |                                                                                   |             |                                                                 |       | Stade Pierre-Mauroy, Lille Zuschauer: 26.991 Schiedsrichter: Antonio Conde (ESP), Boris Krejic (SLO), Amy Bonner (USA) |

| 27. Juli 2024 17:15 Uhr |                                                                                  | Frankreich | 78 – 66                                                              | Brasilien | Stade Pierre-Mauroy, Lille Zuschauer: 26.766 Schiedsrichter: Matthew Kallio (CAN), Luis Castillo (ESP), Carlos Peralta (ECU) |
| 27. Juli 2024 17:15 Uhr | Punkte pro Viertel: 15:23, 24:13, 18:9, 21:21 Punkte pro Halbzeit: 39:36, 39:30. |            |                                                                      |           | Stade Pierre-Mauroy, Lille Zuschauer: 26.766 Schiedsrichter: Matthew Kallio (CAN), Luis Castillo (ESP), Carlos Peralta (ECU) |
| 27. Juli 2024 17:15 Uhr | Punkte: Wembanyama, Batum 19 Rebounds: Wembanyama 9 Assists: Albicy 4            |            | Punkte: Felício, Meindl 14 Rebounds: Felício 6 Assists: dos Santos 6 |           | Stade Pierre-Mauroy, Lille Zuschauer: 26.766 Schiedsrichter: Matthew Kallio (CAN), Luis Castillo (ESP), Carlos Peralta (ECU) |
| 27. Juli 2024 17:15 Uhr |                                                                                  |            |                                                                      |           | Stade Pierre-Mauroy, Lille Zuschauer: 26.766 Schiedsrichter: Matthew Kallio (CAN), Luis Castillo (ESP), Carlos Peralta (ECU) |

| 30. Juli 2024 17:15 Uhr | | Japan | 90 – 94                                                                   | Frankreich | Stade Pierre-Mauroy, Lille Zuschauer: 26.900 Schiedsrichter: Matthew Kallio (CAN), Wojciech Liszka (POL), Blanca Burns (USA) |
| 30. Juli 2024 17:15 Uhr | Punkte pro Viertel: 25:32, 19:17, 20:20, 20:15. Overtime/s: 6:10 Punkte pro Halbzeit: 44:49, 40:35.. Overtime/s: 6:10 |       |                                                                           |            | Stade Pierre-Mauroy, Lille Zuschauer: 26.900 Schiedsrichter: Matthew Kallio (CAN), Wojciech Liszka (POL), Blanca Burns (USA) |
| 30. Juli 2024 17:15 Uhr | Punkte: Kawamura 29 Rebounds: Watanabe, Hawkinson 8 Assists: Kawamura 6                                               |       | Punkte: Wembanyama 18 Rebounds: Gobert 15 Assists: Fournier, Wembanyama 6 |            | Stade Pierre-Mauroy, Lille Zuschauer: 26.900 Schiedsrichter: Matthew Kallio (CAN), Wojciech Liszka (POL), Blanca Burns (USA) |
| 30. Juli 2024 17:15 Uhr | |       |                                                                           |            | Stade Pierre-Mauroy, Lille Zuschauer: 26.900 Schiedsrichter: Matthew Kallio (CAN), Wojciech Liszka (POL), Blanca Burns (USA) |

| 30. Juli 2024 21:00 Uhr |                                                                                   | Brasilien | 73 – 86                                                       | Deutschland | Stade Pierre-Mauroy, Lille Zuschauer: 23.884 Schiedsrichter: Antonio Conde (ESP), Omar Bermudez (MEX), Gatis Salins (LAT) |
| 30. Juli 2024 21:00 Uhr | Punkte pro Viertel: 10:22, 30:18, 11:20, 22:26 Punkte pro Halbzeit: 40:40, 33:46. |           |                                                               |             | Stade Pierre-Mauroy, Lille Zuschauer: 23.884 Schiedsrichter: Antonio Conde (ESP), Omar Bermudez (MEX), Gatis Salins (LAT) |
| 30. Juli 2024 21:00 Uhr | Punkte: dos Santos 18 Rebounds: Meindl 6 Assists: dos Santos 8                    |           | Punkte: Schröder 20 Rebounds: Voigtmann 8 Assists: Schröder 6 |             | Stade Pierre-Mauroy, Lille Zuschauer: 23.884 Schiedsrichter: Antonio Conde (ESP), Omar Bermudez (MEX), Gatis Salins (LAT) |
| 30. Juli 2024 21:00 Uhr |                                                                                   |           |                                                               |             | Stade Pierre-Mauroy, Lille Zuschauer: 23.884 Schiedsrichter: Antonio Conde (ESP), Omar Bermudez (MEX), Gatis Salins (LAT) |

| 2. August 2024 11:00 Uhr |                                                                                   | Japan | 84 – 102                                                   | Brasilien | Stade Pierre-Mauroy, Lille Zuschauer: 26.850 Schiedsrichter: Matthew Kallio (CAN), Boris Krejic (SLO), Wojciech Liszka (POL) |
| 2. August 2024 11:00 Uhr | Punkte pro Viertel: 20:31, 24:24, 29:22, 11:25 Punkte pro Halbzeit: 44:55, 40:47. |       |                                                            |           | Stade Pierre-Mauroy, Lille Zuschauer: 26.850 Schiedsrichter: Matthew Kallio (CAN), Boris Krejic (SLO), Wojciech Liszka (POL) |
| 2. August 2024 11:00 Uhr | Punkte: Hawkinson 26 Rebounds: Hawkinson 10 Assists: Kawamura 10                  |       | Punkte: Caboclo 33 Rebounds: Caboclo 17 Assists: Huertas 8 |           | Stade Pierre-Mauroy, Lille Zuschauer: 26.850 Schiedsrichter: Matthew Kallio (CAN), Boris Krejic (SLO), Wojciech Liszka (POL) |
| 2. August 2024 11:00 Uhr |                                                                                   |       |                                                            |           | Stade Pierre-Mauroy, Lille Zuschauer: 26.850 Schiedsrichter: Matthew Kallio (CAN), Boris Krejic (SLO), Wojciech Liszka (POL) |

| 2. August 2024 21:00 Uhr |                                                                                  | Frankreich | 71 – 85                                                              | Deutschland | Stade Pierre-Mauroy, Lille Zuschauer: 26.860 Schiedsrichter: Antonio Conde (ESP), Juan Fernandez (ARG), Andres Bartel (URU) |
| 2. August 2024 21:00 Uhr | Punkte pro Viertel: 18:24, 9:24, 19:21, 25:16 Punkte pro Halbzeit: 27:48, 44:37. |            |                                                                      |             | Stade Pierre-Mauroy, Lille Zuschauer: 26.860 Schiedsrichter: Antonio Conde (ESP), Juan Fernandez (ARG), Andres Bartel (URU) |
| 2. August 2024 21:00 Uhr | Punkte: Wembanyama 14 Rebounds: Wembanyama 12 Assists: Batum 3                   |            | Punkte: F. Wagner, Schröder 26 Rebounds: Theis 8 Assists: Schröder 9 |             | Stade Pierre-Mauroy, Lille Zuschauer: 26.860 Schiedsrichter: Antonio Conde (ESP), Juan Fernandez (ARG), Andres Bartel (URU) |
| 2. August 2024 21:00 Uhr |                                                                                  |            |                                                                      |             | Stade Pierre-Mauroy, Lille Zuschauer: 26.860 Schiedsrichter: Antonio Conde (ESP), Juan Fernandez (ARG), Andres Bartel (URU) |

### Gruppe C
| Platz | Team               | Spiele | Siege | Ndlg. | Körbe   | Diff. | Punkte |
| ----- | ------------------ | ------ | ----- | ----- | ------- | ----- | ------ |
| 1.    | Vereinigte Staaten | 3      | 3     | 0     | 317:253 | +64   | 6      |
| 2.    | Serbien            | 3      | 2     | 1     | 287:261 | +26   | 5      |
| 3.    | Südsudan           | 3      | 1     | 2     | 261:278 | -17   | 4      |
| 4.    | Puerto Rico        | 3      | 0     | 3     | 228:301 | -73   | 3      |

| 28. Juli 2024 11:00 Uhr |                                                                                   | Südsudan | 90 – 79                                                                | Puerto Rico | Stade Pierre-Mauroy, Lille Zuschauer: 27.021 Schiedsrichter: Ademir Zurapovic (BIH), Takaki Kato (JPN), Martin Vulic (CRO) |
| 28. Juli 2024 11:00 Uhr | Punkte pro Viertel: 20:28, 28:26, 23:15, 19:10 Punkte pro Halbzeit: 48:54, 42:25. |          |                                                                        |             | Stade Pierre-Mauroy, Lille Zuschauer: 27.021 Schiedsrichter: Ademir Zurapovic (BIH), Takaki Kato (JPN), Martin Vulic (CRO) |
| 28. Juli 2024 11:00 Uhr | Punkte: Jones 19 Rebounds: Gabriel 9 Assists: Jones 6                             |          | Punkte: Alvarado 26 Rebounds: Conditt IV, Romero 6 Assists: Alvarado 5 |             | Stade Pierre-Mauroy, Lille Zuschauer: 27.021 Schiedsrichter: Ademir Zurapovic (BIH), Takaki Kato (JPN), Martin Vulic (CRO) |
| 28. Juli 2024 11:00 Uhr |                                                                                   |          |                                                                        |             | Stade Pierre-Mauroy, Lille Zuschauer: 27.021 Schiedsrichter: Ademir Zurapovic (BIH), Takaki Kato (JPN), Martin Vulic (CRO) |

| 28. Juli 2024 17:15 Uhr |                                                                                   | Serbien | 84 – 110                                             | Vereinigte Staaten | Stade Pierre-Mauroy, Lille Zuschauer: 27.328 Schiedsrichter: Yohan Rosso (FRA), Julio Anaya (PAN), Martins Kozlovskis (LAT) |
| 28. Juli 2024 17:15 Uhr | Punkte pro Viertel: 20:25, 29:33, 16:26, 19:26 Punkte pro Halbzeit: 49:58, 35:52. |         |                                                      |                    | Stade Pierre-Mauroy, Lille Zuschauer: 27.328 Schiedsrichter: Yohan Rosso (FRA), Julio Anaya (PAN), Martins Kozlovskis (LAT) |
| 28. Juli 2024 17:15 Uhr | Punkte: Jokić 20 Rebounds: Bogdanovic 6 Assists: Jokić 8                          |         | Punkte: Durant 23 Rebounds: James 8 Assists: James 9 |                    | Stade Pierre-Mauroy, Lille Zuschauer: 27.328 Schiedsrichter: Yohan Rosso (FRA), Julio Anaya (PAN), Martins Kozlovskis (LAT) |
| 28. Juli 2024 17:15 Uhr |                                                                                   |         |                                                      |                    | Stade Pierre-Mauroy, Lille Zuschauer: 27.328 Schiedsrichter: Yohan Rosso (FRA), Julio Anaya (PAN), Martins Kozlovskis (LAT) |

| 31. Juli 2024 17:15 Uhr |                                                                                   | Puerto Rico | 66 – 107                                                | Serbien | Stade Pierre-Mauroy, Lille Zuschauer: 17.882 Schiedsrichter: Julio Anaya (PAN), Juan Fernandez (ARG), Boris Krejic (SLO) |
| 31. Juli 2024 17:15 Uhr | Punkte pro Viertel: 12:24, 23:28, 16:27, 15:28 Punkte pro Halbzeit: 35:52, 31:55. |             |                                                         |         | Stade Pierre-Mauroy, Lille Zuschauer: 17.882 Schiedsrichter: Julio Anaya (PAN), Juan Fernandez (ARG), Boris Krejic (SLO) |
| 31. Juli 2024 17:15 Uhr | Punkte: Ortiz 19 Rebounds: Ortiz 6 Assists: Reed, Waters 3                        |             | Punkte: Petrušev 15 Rebounds: Jokić 15 Assists: Jokić 9 |         | Stade Pierre-Mauroy, Lille Zuschauer: 17.882 Schiedsrichter: Julio Anaya (PAN), Juan Fernandez (ARG), Boris Krejic (SLO) |
| 31. Juli 2024 17:15 Uhr |                                                                                   |             |                                                         |         | Stade Pierre-Mauroy, Lille Zuschauer: 17.882 Schiedsrichter: Julio Anaya (PAN), Juan Fernandez (ARG), Boris Krejic (SLO) |

| 31. Juli 2024 21:00 Uhr |                                                                                   | Vereinigte Staaten | 103 – 86                                              | Südsudan | Stade Pierre-Mauroy, Lille Zuschauer: 27.056 Schiedsrichter: Antonio Conde (ESP), Martins Kozlovskis (LAT), Takaki Kato (JPN) |
| 31. Juli 2024 21:00 Uhr | Punkte pro Viertel: 26:14, 29:22, 18:21, 30:29 Punkte pro Halbzeit: 55:36, 48:50. |                    |                                                       |          | Stade Pierre-Mauroy, Lille Zuschauer: 27.056 Schiedsrichter: Antonio Conde (ESP), Martins Kozlovskis (LAT), Takaki Kato (JPN) |
| 31. Juli 2024 21:00 Uhr | Punkte: Adebayo 18 Rebounds: Adebayo, James, Davis 7 Assists: Booker 6            |                    | Punkte: Omot 24 Rebounds: Gabriel 10 Assists: Jones 7 |          | Stade Pierre-Mauroy, Lille Zuschauer: 27.056 Schiedsrichter: Antonio Conde (ESP), Martins Kozlovskis (LAT), Takaki Kato (JPN) |
| 31. Juli 2024 21:00 Uhr |                                                                                   |                    |                                                       |          | Stade Pierre-Mauroy, Lille Zuschauer: 27.056 Schiedsrichter: Antonio Conde (ESP), Martins Kozlovskis (LAT), Takaki Kato (JPN) |

| 3. August 2024 17:15 Uhr |                                                                                   | Puerto Rico | 83 – 104                                               | Vereinigte Staaten | Stade Pierre-Mauroy, Lille Zuschauer: 27.244 Schiedsrichter: Julio Anaya (PAN), Gatis Salins (LAT), Martin Vulic (CRO) |
| 3. August 2024 17:15 Uhr | Punkte pro Viertel: 29:25, 16:39, 14:23, 24:17 Punkte pro Halbzeit: 45:64, 38:40. |             |                                                        |                    | Stade Pierre-Mauroy, Lille Zuschauer: 27.244 Schiedsrichter: Julio Anaya (PAN), Gatis Salins (LAT), Martin Vulic (CRO) |
| 3. August 2024 17:15 Uhr | Punkte: Alvarado 18 Rebounds: Romero 10 Assists: Conditt IV 5                     |             | Punkte: Edwards 26 Rebounds: Tatum 10 Assists: James 8 |                    | Stade Pierre-Mauroy, Lille Zuschauer: 27.244 Schiedsrichter: Julio Anaya (PAN), Gatis Salins (LAT), Martin Vulic (CRO) |
| 3. August 2024 17:15 Uhr |                                                                                   |             |                                                        |                    | Stade Pierre-Mauroy, Lille Zuschauer: 27.244 Schiedsrichter: Julio Anaya (PAN), Gatis Salins (LAT), Martin Vulic (CRO) |

| 3. August 2024 21:00 Uhr |                                                                                   | Serbien | 96 – 85                                                        | Südsudan | Stade Pierre-Mauroy, Lille Zuschauer: 20.916 Schiedsrichter: Ademir Zurapovic (BIH), Yohan Rosso (FRA), Martins Kozlovskis (LAT) |
| 3. August 2024 21:00 Uhr | Punkte pro Viertel: 23:22, 24:22, 25:23, 24:18 Punkte pro Halbzeit: 47:44, 49:41. |         |                                                                |          | Stade Pierre-Mauroy, Lille Zuschauer: 20.916 Schiedsrichter: Ademir Zurapovic (BIH), Yohan Rosso (FRA), Martins Kozlovskis (LAT) |
| 3. August 2024 21:00 Uhr | Punkte: Bogdanović 30 Rebounds: Jokić 13 Assists: Bogdanović 8                    |         | Punkte: Jones, Shayok 17 Rebounds: Gabriel 8 Assists: Jones 10 |          | Stade Pierre-Mauroy, Lille Zuschauer: 20.916 Schiedsrichter: Ademir Zurapovic (BIH), Yohan Rosso (FRA), Martins Kozlovskis (LAT) |
| 3. August 2024 21:00 Uhr |                                                                                   |         |                                                                |          | Stade Pierre-Mauroy, Lille Zuschauer: 20.916 Schiedsrichter: Ademir Zurapovic (BIH), Yohan Rosso (FRA), Martins Kozlovskis (LAT) |

## Finalrunde

### Auslosung
Nach der Vorrunde werden die qualifizierten Teams in Losgruppen D-G aufgeteilt. Die zwei besten Gruppensieger aus der Vorrunde bilden die Losgruppe D, der schwächste Gruppenerste sowie der beste Gruppenzweite bilden die Losgruppe E, die verbleibenden Gruppenzweiten bilden die Losgruppe F, die beiden besten Gruppendritten bilden die Losgruppe G. Für das Ranking zählen dabei jeweils zunächst die Punkte, dann der direkte Vergleich, dann die Korbdifferenz.
Im Viertelfinale spielen die Mannschaften aus Losgruppe D gegen Mannschaften aus Losgruppe G und Mannschaften aus Losgruppe E spielen gegen Mannschaften aus Losgruppe F. Die Paarungen werden ausgelost, und zwar so, dass Teams, die bereits in der Gruppenphase gegeneinander gespielt haben, frühestens im Halbfinale wieder aufeinandertreffen können.
Tabelle der Gruppenersten
| Platz | Team               | Spiele | Siege | Ndlg. | Körbe   | Diff. | Punkte | Losgruppe |
| ----- | ------------------ | ------ | ----- | ----- | ------- | ----- | ------ | --------- |
| 1.    | Vereinigte Staaten | 3      | 3     | 0     | 317:253 | +64   | 6      | D         |
| 2.    | Deutschland        | 3      | 3     | 0     | 268:221 | +47   | 6      | D         |
| 3.    | Kanada             | 3      | 3     | 0     | 267:247 | +20   | 6      | E         |

Tabelle der Gruppenzweiten
| Platz | Team       | Spiele | Siege | Ndlg. | Körbe   | Diff. | Punkte | Losgruppe |
| ----- | ---------- | ------ | ----- | ----- | ------- | ----- | ------ | --------- |
| 1.    | Serbien    | 3      | 2     | 1     | 287:261 | +26   | 5      | E         |
| 2.    | Frankreich | 3      | 2     | 1     | 243:241 | +2    | 5      | F         |
| 3.    | Australien | 3      | 1     | 2     | 246:250 | −4    | 4      | F         |

Tabelle der Gruppendritten
| Platz | Team         | Spiele | Siege | Ndlg. | Körbe   | Diff. | Punkte | Losgruppe |
| ----- | ------------ | ------ | ----- | ----- | ------- | ----- | ------ | --------- |
| 1.    | Brasilien    | 3      | 1     | 2     | 241:248 | −7    | 4      | G         |
| 2.    | Griechenland | 3      | 1     | 2     | 233:241 | −8    | 4      | G         |
| 3.    | Südsudan     | 3      | 1     | 2     | 261:278 | −17   | 4      | -         |

### Turnierbaum
|  | Viertelfinale      | Viertelfinale      |                |                    | Halbfinale      | Halbfinale |  |  | Finale          | Finale          |
|  |                    |                    |                |                    |                 |            |  |  |                 |                 |
|  | 6. August 2024     |                    |                |                    |                 |            |  |  |                 |                 |
|  | Deutschland        | 76                 |                |                    |                 |            |  |  |                 |                 |
|  | Deutschland        | 76                 | 8. August 2024 |                    |                 |            |  |  |                 |                 |
|  | Griechenland       | 63                 |                |                    |                 |            |  |  |                 |                 |
|  | Griechenland       | 63                 | Deutschland    | 69                 |                 |            |  |  |                 |                 |
|  |                    |                    | Deutschland    | 69                 |                 |            |  |  |                 |                 |
|  |                    | Frankreich         | 73             |                    |                 |            |  |  |                 |                 |
|  | Frankreich         | Frankreich         | 73             | 82                 |                 |            |  |  |                 |                 |
|  | Frankreich         |                    |                | 82                 |                 |            |  |  |                 |                 |
|  | Kanada             | 73                 |                | 10. August 2024    | 10. August 2024 |            |  |  |                 |                 |
|  | 6. August 2024     | 6. August 2024     | Frankreich     | 87                 |                 |            |  |  |                 |                 |
|  | 6. August 2024     | 6. August 2024     |                | Vereinigte Staaten | 98              |            |  |  |                 |                 |
|  | Serbien            | 95                 |                |                    |                 |            |  |  |                 |                 |
|  | Australien         | 90                 |                |                    |                 |            |  |  |                 |                 |
|  | Australien         | 90                 | Serbien        | 91                 |                 |            |  |  |                 |                 |
|  |                    |                    | Serbien        | 91                 | Spiel um Bronze |            |  |  |                 |                 |
|  |                    | Vereinigte Staaten | 95             |                    |                 |            |  |  |                 |                 |
|  | Brasilien          | Vereinigte Staaten | 95             | 87                 | Deutschland     | 83         |  |  |                 |                 |
|  | Brasilien          | 8. August 2024     |                | 87                 | Deutschland     | 83         |  |  |                 |                 |
|  | Vereinigte Staaten | 122                |                | Serbien            | 93              |            |  |  |                 |                 |
|  | Vereinigte Staaten | 122                |                |                    | 93              |            |  |  |                 |                 |
|  | 6. August 2024     | 6. August 2024     |                |                    |                 |            |  |  | 10. August 2024 | 10. August 2024 |

### Viertelfinale
| 6. August 2024 11:00 Uhr | Spielbericht | Deutschland                                                                       | 76 – 63 | Griechenland                                                               | Bercy Arena, Paris Zuschauer: 12.288 Schiedsrichter: Roberto Vazquez (PUR), Martins Kozlovskis (LAT), Johnny Batista (PUR) |
| 6. August 2024 11:00 Uhr | Spielbericht | Punkte pro Viertel: 11:21, 25:15, 23:16, 17:11 Punkte pro Halbzeit: 36:36, 40:27. |         |                                                                            | Bercy Arena, Paris Zuschauer: 12.288 Schiedsrichter: Roberto Vazquez (PUR), Martins Kozlovskis (LAT), Johnny Batista (PUR) |
| 6. August 2024 11:00 Uhr | Spielbericht | Punkte: F. Wagner 18 Rebounds: Theis 8 Assists: Schröder 8                        |         | Punkte: Antetokounmpo 22 Rebounds: Papanikolaou 9 Assists: Antetokounmpo 3 | Bercy Arena, Paris Zuschauer: 12.288 Schiedsrichter: Roberto Vazquez (PUR), Martins Kozlovskis (LAT), Johnny Batista (PUR) |
| 6. August 2024 11:00 Uhr | Spielbericht |                                                                                   |         |                                                                            | Bercy Arena, Paris Zuschauer: 12.288 Schiedsrichter: Roberto Vazquez (PUR), Martins Kozlovskis (LAT), Johnny Batista (PUR) |

| 6. August 2024 14:30 Uhr | Spielbericht | Serbien | 95 – 90 | Australien                                                   | Bercy Arena, Paris Zuschauer: 12.317 Schiedsrichter: Yohan Rosso (FRA), Julio Anaya (PAN), Wojciech Liszka (POL) |
| 6. August 2024 14:30 Uhr | Spielbericht | Punkte pro Viertel: 17:31, 25:23, 25:11, 15:17. Overtime/s: 13:8 Punkte pro Halbzeit: 42:54, 40:28.. Overtime/s: 13:8 |         |                                                              | Bercy Arena, Paris Zuschauer: 12.317 Schiedsrichter: Yohan Rosso (FRA), Julio Anaya (PAN), Wojciech Liszka (POL) |
| 6. August 2024 14:30 Uhr | Spielbericht | Punkte: Jokić 21 Rebounds: Jokić 14 Assists: Jokić 9                                                                  |         | Punkte: Mills 26 Rebounds: Landale, Magnay 6 Assists: Exum 5 | Bercy Arena, Paris Zuschauer: 12.317 Schiedsrichter: Yohan Rosso (FRA), Julio Anaya (PAN), Wojciech Liszka (POL) |
| 6. August 2024 14:30 Uhr | Spielbericht | |         |                                                              | Bercy Arena, Paris Zuschauer: 12.317 Schiedsrichter: Yohan Rosso (FRA), Julio Anaya (PAN), Wojciech Liszka (POL) |

| 6. August 2024 18:00 Uhr | Spielbericht | Frankreich                                                                        | 82 – 73 | Kanada                                                                                 | Bercy Arena, Paris Zuschauer: 12.258 Schiedsrichter: Ademir Zurapović (BIH), Omar Bermudez (MEX), Gatis Salins (LAT) |
| 6. August 2024 18:00 Uhr | Spielbericht | Punkte pro Viertel: 23:10, 22:19, 16:21, 21:23 Punkte pro Halbzeit: 45:29, 37:44. |         |                                                                                        | Bercy Arena, Paris Zuschauer: 12.258 Schiedsrichter: Ademir Zurapović (BIH), Omar Bermudez (MEX), Gatis Salins (LAT) |
| 6. August 2024 18:00 Uhr | Spielbericht | Punkte: Yabusele 22 Rebounds: Wembanyama 12 Assists: Wembanyama 5                 |         | Punkte: Gilgeous-Alexander 27 Rebounds: Powell 9 Assists: Gilgeous-Alexander, Powell 4 | Bercy Arena, Paris Zuschauer: 12.258 Schiedsrichter: Ademir Zurapović (BIH), Omar Bermudez (MEX), Gatis Salins (LAT) |
| 6. August 2024 18:00 Uhr | Spielbericht |                                                                                   |         |                                                                                        | Bercy Arena, Paris Zuschauer: 12.258 Schiedsrichter: Ademir Zurapović (BIH), Omar Bermudez (MEX), Gatis Salins (LAT) |

| 6. August 2024 21:30 Uhr | Spielbericht | Brasilien                                                                         | 87 – 122 | Vereinigte Staaten                                   | Bercy Arena, Paris Zuschauer: 12.364 Schiedsrichter: Antonio Conde (ESP), Luis Miguel Castillo (ESP), Yevgeniy Mikheyev (KAZ) |
| 6. August 2024 21:30 Uhr | Spielbericht | Punkte pro Viertel: 21:33, 15:30, 35:31, 16:28 Punkte pro Halbzeit: 36:63, 51:59. |          |                                                      | Bercy Arena, Paris Zuschauer: 12.364 Schiedsrichter: Antonio Conde (ESP), Luis Miguel Castillo (ESP), Yevgeniy Mikheyev (KAZ) |
| 6. August 2024 21:30 Uhr | Spielbericht | Punkte: Caboclo 30 Rebounds: Georginho 8 Assists: Meindl 7                        |          | Punkte: Booker 18 Rebounds: Davis 8 Assists: James 9 | Bercy Arena, Paris Zuschauer: 12.364 Schiedsrichter: Antonio Conde (ESP), Luis Miguel Castillo (ESP), Yevgeniy Mikheyev (KAZ) |
| 6. August 2024 21:30 Uhr | Spielbericht |                                                                                   |          |                                                      | Bercy Arena, Paris Zuschauer: 12.364 Schiedsrichter: Antonio Conde (ESP), Luis Miguel Castillo (ESP), Yevgeniy Mikheyev (KAZ) |

### Halbfinale
| 8. August 2024 17:30 Uhr | Spielbericht | Frankreich                                                                       | 73 – 69 | Deutschland                                             | Bercy Arena, Paris Zuschauer: 12.454 Schiedsrichter: Antonio Conde (ESP), Boris Krejic (SLO), Wojciech Liszka (POL) |
| 8. August 2024 17:30 Uhr | Spielbericht | Punkte pro Viertel: 18:25, 15:8, 23:17, 17:19 Punkte pro Halbzeit: 33:33, 40:36. |         |                                                         | Bercy Arena, Paris Zuschauer: 12.454 Schiedsrichter: Antonio Conde (ESP), Boris Krejic (SLO), Wojciech Liszka (POL) |
| 8. August 2024 17:30 Uhr | Spielbericht | Punkte: Yabusele 17 Rebounds: drei Spieler je 7 Assists: Wembanyama 4            |         | Punkte: Schröder 18 Rebounds: Theis 11 Assists: Theis 6 | Bercy Arena, Paris Zuschauer: 12.454 Schiedsrichter: Antonio Conde (ESP), Boris Krejic (SLO), Wojciech Liszka (POL) |
| 8. August 2024 17:30 Uhr | Spielbericht |                                                                                  |         |                                                         | Bercy Arena, Paris Zuschauer: 12.454 Schiedsrichter: Antonio Conde (ESP), Boris Krejic (SLO), Wojciech Liszka (POL) |

| 8. August 2024 21:00 Uhr | Spielbericht | Vereinigte Staaten                                                                | 95 – 91 | Serbien                                                             | Bercy Arena, Paris Zuschauer: 12.213 Schiedsrichter: Ademir Zurapovic (BIH), Julio Anaya (PAN), Martins Kozlovskis (LAT) |
| 8. August 2024 21:00 Uhr | Spielbericht | Punkte pro Viertel: 23:31, 20:23, 20:22, 32:15 Punkte pro Halbzeit: 43:54, 52:37. |         |                                                                     | Bercy Arena, Paris Zuschauer: 12.213 Schiedsrichter: Ademir Zurapovic (BIH), Julio Anaya (PAN), Martins Kozlovskis (LAT) |
| 8. August 2024 21:00 Uhr | Spielbericht | Punkte: Curry 36 Rebounds: James 12 Assists: James 10                             |         | Punkte: Bogdanović 20 Rebounds: drei Spieler je 5 Assists: Jokic 11 | Bercy Arena, Paris Zuschauer: 12.213 Schiedsrichter: Ademir Zurapovic (BIH), Julio Anaya (PAN), Martins Kozlovskis (LAT) |
| 8. August 2024 21:00 Uhr | Spielbericht |                                                                                   |         |                                                                     | Bercy Arena, Paris Zuschauer: 12.213 Schiedsrichter: Ademir Zurapovic (BIH), Julio Anaya (PAN), Martins Kozlovskis (LAT) |

### Spiel um Bronze
| 10. August 2024 11:00 Uhr | Spielbericht | Deutschland                                                                       | 83 – 93 | Serbien                                                      | Bercy Arena, Paris Zuschauer: 12.406 Schiedsrichter: Matthew Kallio (CAN), Yohan Rosso (FRA), Johnny Batista (PUR) |
| 10. August 2024 11:00 Uhr | Spielbericht | Punkte pro Viertel: 21:30, 17:16, 25:26, 20:21 Punkte pro Halbzeit: 38:46, 45:47. |         |                                                              | Bercy Arena, Paris Zuschauer: 12.406 Schiedsrichter: Matthew Kallio (CAN), Yohan Rosso (FRA), Johnny Batista (PUR) |
| 10. August 2024 11:00 Uhr | Spielbericht | Punkte: F. Wagner 18 Rebounds: F. Wagner 9 Assists: Schröder, Weiler-Babb 6       |         | Punkte: Jokić, Micić 19 Rebounds: Jokić 12 Assists: Jokić 11 | Bercy Arena, Paris Zuschauer: 12.406 Schiedsrichter: Matthew Kallio (CAN), Yohan Rosso (FRA), Johnny Batista (PUR) |
| 10. August 2024 11:00 Uhr | Spielbericht |                                                                                   |         |                                                              | Bercy Arena, Paris Zuschauer: 12.406 Schiedsrichter: Matthew Kallio (CAN), Yohan Rosso (FRA), Johnny Batista (PUR) |

### Finale
| 10. August 2024 21:30 Uhr | Spielbericht | Frankreich                                                                        | 87 – 98 | Vereinigte Staaten                                   | Bercy Arena, Paris Zuschauer: 12.121 Schiedsrichter: Antonio Conde (ESP), Julio Anaya (PAN), Wojciech Liszka (POL) |
| 10. August 2024 21:30 Uhr | Spielbericht | Punkte pro Viertel: 15:20, 26:29, 25:23, 21:26 Punkte pro Halbzeit: 41:49, 46:49. |         |                                                      | Bercy Arena, Paris Zuschauer: 12.121 Schiedsrichter: Antonio Conde (ESP), Julio Anaya (PAN), Wojciech Liszka (POL) |
| 10. August 2024 21:30 Uhr | Spielbericht | Punkte: Wembanyama 26 Rebounds: Batum 8 Assists: Batum 4                          |         | Punkte: Curry 24 Rebounds: Davis 9 Assists: James 10 | Bercy Arena, Paris Zuschauer: 12.121 Schiedsrichter: Antonio Conde (ESP), Julio Anaya (PAN), Wojciech Liszka (POL) |
| 10. August 2024 21:30 Uhr | Spielbericht |                                                                                   |         |                                                      | Bercy Arena, Paris Zuschauer: 12.121 Schiedsrichter: Antonio Conde (ESP), Julio Anaya (PAN), Wojciech Liszka (POL) |

## Auszeichnungen
| All-Star Five     | All-Second Team         |
| ----------------- | ----------------------- |
| Dennis Schröder   | Shai Gilgeous-Alexander |
| Stephen Curry     | Bogdan Bogdanović       |
| LeBron James      | Franz Wagner            |
| Victor Wembanyama | Guerschon Yabusele      |
| Nikola Jokić      | Giannis Antetokounmpo   |

- Most Valuable Player (MVP):  LeBron James
- Rising Star:[3]  Victor Wembanyama
- Best Defensive Player:[4]  Aleksa Avramović
- Best Coach:[5]  Vincent Collet

## Rangliste
Die offizielle finale Rangliste der teilnehmenden Teams wurde nach den folgenden Kriterien ermittelt:
- Rang 1 bis 4: Ergebnisse der Medaillenspiele,
- Rang 5 bis 8: Bilanz der im Viertelfinale ausgeschiedenen Teams,
- Rang 9 bis 12: Bilanz der in der Gruppenphase ausgeschiedenen Teams.

| Rang   | Team               | Sp. | S | N |
| ------ | ------------------ | --- | - | - |
| Gold   | Vereinigte Staaten | 6   | 6 | 0 |
| Silber | Frankreich         | 6   | 4 | 2 |
| Bronze | Serbien            | 6   | 4 | 2 |
| 4      | Deutschland        | 6   | 4 | 2 |
| 5      | Kanada             | 4   | 3 | 1 |
| 6      | Australien         | 4   | 1 | 3 |
| 7      | Brasilien          | 4   | 1 | 3 |
| 8      | Griechenland       | 4   | 1 | 3 |
| 9      | Südsudan           | 3   | 1 | 2 |
| 10     | Spanien            | 3   | 1 | 2 |
| 11     | Japan              | 3   | 0 | 3 |
| 12     | Puerto Rico        | 3   | 0 | 3 |